# 溫家偉
溫家偉（英語：Alan Wan Ka Wai，1986年12月22日—），美籍香港男演員及主持，曾為無綫電視基本藝人合約藝員。

## 簡歷
溫家偉有一位兄長，早年在美國紐約長大，2005年畢業於 Commack High School，2008年在擔任高爾夫球教練期間獲母親鼓勵，到香港參加真人秀《香港先生選舉》，賽前曾一度視為冠軍大熱，最後卻成為少年組三強，落選後則回美國石溪大學完成學業。2009年7月，他正式返港和加入無綫電視成為基本藝人合約藝員，同年12月11日起擔任明珠台天氣報告主播。2012年，他因與蘇民峰拍擋主持飲食節目《食得峰騷》而開始為人所知；2015年7月18日至2016年9月25日曾跟家人合資逾百萬在旺角廣華街百利達廣場，開設自家雪糕三明治店「Stacks Ice Cream（層層疊）」。
2017年，溫家偉獲邀往新加坡拍攝英語劇集《學潮》，擔當第二位男主角「Alex Jensen」；2018年便於無綫電視劇集《特技人》裡再次飾演戲份較多的角色「洛之華（芝麻）」，其演技和健碩身型受到不少網民注目。2019年10月，他因與無綫電視在合作方面無法達成共識，而選擇離開且轉投飞艺娱乐，但仍往來新加坡、內地及香港三地發展；同時又開設了一間製作公司「A1 Film Studios」，製作自己的飲食節目和替客戶拍攝短片。2020年10月，其領銜主演的劇集《Last Madame》（最後的媽媽桑）在《第25屆釜山國際影展》奪得「最佳亞洲戲劇獎」，更獲安排於國際串流平台 Netflix 上架。

## 演出作品

### 電視劇（無綫電視）
| 首播   | 劇名              | 角色                                 |
| 2011年 | Only You 只有您   | Marco                                |
| 2011年 | 誰家灶頭無煙火    | 送貨員（第25集）                     |
| 2011年 | 洪武三十二        | 工 匠（第21集）                      |
| 2011年 | 點解阿Sir係阿Sir  | 猛 男（第12集）                      |
| 2011年 | 花花世界花家姐    | 嘉 賓（第17集）                      |
| 2011年 | 真相              | 舞 男（第14集）、小混混（第17-19集） |
| 2011年 | 法證先鋒III       | 徐永立（第7集）                      |
| 2011年 | 天與地            | Moon Walk 青年（第3集）              |
| 2012年 | 4 In Love         | 陳正孝（第1集）                      |
| 2012年 | 結·分@謊情式      | 肌肉男（第112集）                    |
| 2012年 | 心戰              | 藝 員（第2集）                       |
| 2012年 | 飛虎              | 舒子銘（Jacob）（第8集）             |
| 2012年 | 怒火街頭2         | 消防員（第13集）                     |
| 2012年 | 造王者            | 宋國將領                             |
| 2012年 | 雷霆掃毒          | 毒販手下（第15集）                   |
| 2012年 | 名媛望族          | 法庭書記（第1、9集）                 |
| 2012年 | 女警愛作戰        | 舞 男（第4集）                       |
| 2013年 | 法網狙擊          | 唐本生（Ben）                        |
| 2013年 | 老表, 你好嘢!     | Leonardo（第6集）                    |
| 2013年 | 戀愛季節          | 男 伴（第6集）                       |
| 2013年 | 愛·回家           | 朝 偉                                |
| 2013年 | 情越海岸線        | 朱鈴鈴丈夫（第25集）                 |
| 2013年 | 衝上雲霄II        | 彭友朋（Peter）                      |
| 2013年 | 神鎗狙擊          | 張彼仁                               |
| 2013年 | 巨輪              | 疊碼仔（第22集）                     |
| 2013年 | My盛Lady          | 俊 男（第4集）                       |
| 2013年 | 舌劍上的公堂      | 紀 壯                                |
| 2014年 | 女人俱樂部        | Jason                                |
| 2014年 | 載得有情人        | Mark                                 |
| 2014年 | 使徒行者          | 酒吧客人（第22集）                   |
| 2014年 | 再戰明天          | 鍾佳辛                               |
| 2014年 | 飛虎II            | 舒子銘（Jacob）                      |
| 2014年 | 八卦神探          | Aaron                                |
| 2014年 | 醋娘子            | 暹羅使者（第20集）                   |
| 2015年 | 四個女仔三個BAR   | Michael                              |
| 2015年 | 衝線              | 李志雄（Ted、賤熊）                  |
| 2015年 | 華麗轉身          | 司徒邦邦                             |
| 2015年 | 鬼同你OT          | 萬克敦                               |
| 2016年 | 愛情食物鏈        | 客 人（第12集）                      |
| 2016年 | 鐵馬戰車          | 途 人（第12集）                      |
| 2016年 | 潮流教主          | 蕭迪晨                               |
| 2016年 | 殭                | 丁 力（第26、27集）                  |
| 2016年 | 愛·回家之八時入席 | 龍 威（第83集）                      |
| 2016年 | 來自喵喵星的妳    | 鄧 勤                                |
| 2016年 | 幕後玩家          | Cox                                  |
| 2017年 | 親親我好媽        | Bevis Kwok（第15、16、18集）         |
| 2017年 | 雜警奇兵          | 大隻佬（第4集）                      |
| 2017年 | 誇世代            | 張 經（Matt）                        |
| 2017年 | 溏心風暴3         | Anderson（第4、8集）                 |
| 2017年 | 性在有情          | Otto                                 |
| 2018年 | 波士早晨          | 阮華冠（Rackal）                     |
| 2018年 | 特技人            | 洛之華（芝麻）                       |
| 2018年 | 救妻同學會        | 聖誕老人（第1、6 - 8集）             |
| 2019年 | 荷里活有個大老千        | 泰 利                                |
| 2019年 | 解決師            | 黃兆明（Benson）                     |
| 2020年 | 法證先鋒IV        | 朱海川（野豬）（單元角色）           |

### 電視劇（新傳媒電視）
| 首播   | 劇名              | 角色        |
| 2017年 | 學潮              | Alex Jensen |
| 2018年 | Senior Management | Ethan       |
| 2019年 | 最后的妈妈桑      | Harry       |
| 2020年 | Love by Numbers   | Ben         |

### 電視劇（其他）
| 首播   | 劇名        | 角色   |
| 2019年 | PTU機動部隊 | 阿 東  |
| 2020年 | 戰毒        | 陳公子 |

### 主持節目（無綫電視）
| 首播          | 節目名   | 備註                                                 |
| 2011年        | 紅葉瀛風 | 與楊思琦、湯寶珍合作                                 |
| 2012年        | 食得峰騷 | 與蘇民峰合作                                         |
| 2013年        | 深圳闖蕩 | 與張秀文合作                                         |
| 2014 - 2019年 | 搵食飯團 | 與鄧佩儀、李佳芯、陳凱琳、陳國峰、吳業坤及趙希洛合作 |
| 2015年        | 學是學非 | 第二輯 第16集客席主持                                |
| 2019年        | 兄弟幫   | 第2358集嘉賓主持                                     |

### 綜藝節目（無綫電視）
| 首播          | 節目名                   | 備註                            |
| 2010年        | 愛情研究院               | 第90集嘉賓                      |
| 2010年        | 激優一族                 | 第109集嘉賓                     |
| 2011年        | 今日VIP                  | 1月10日嘉賓                     |
| 2011年        | 街坊廚神                 | 助手                            |
| 2011年        | 千奇百趣省港澳           | 第26集嘉賓                      |
| 2012年        | 甜姐兒                   | 第20集嘉賓                      |
| 2012年        | 世界衝擊影像社           | 演出第1、2、4、5集              |
| 2012年        | 千奇百趣高B班            | 第4集嘉賓                       |
| 2012年        | 玩轉三周1/2              | 演出第9、15集                   |
| 2012年        | 千奇百趣東南亞           | 第4集嘉賓                       |
| 2012年        | 萬千星輝賀台慶           | 演出嘉賓                        |
| 2012年        | 瘋狂歷史補習社           | 演出                            |
| 2013年        | 姊妹淘                   | 第二輯 第79集嘉賓               |
| 2013年        | 反斗紅星放暑假           | 演出第6、7集                    |
| 2013年        | 兄弟幫                   | 第887、888集嘉賓                |
| 2013年        | 寵愛wakaka               | 第8集嘉賓                       |
| 2014 - 2015年 | 猩猩補習班               | 演出                            |
| 2014年        | 兄弟幫                   | 第1065、1066集嘉賓              |
| 2014年        | 活得好Easy               | 第17集嘉賓                      |
| 2014年        | 姊妹淘                   | 第四輯 第121、123集嘉賓         |
| 2014年        | 千奇百趣玩HIGH D         | 第19集嘉賓                      |
| 2015年        | 兄弟幫                   | 第1302、1303、1313集嘉賓        |
| 2015年        | 姊妹淘                   | 第五輯 第66、68、190、191集嘉賓 |
| 2015年        | Think Big 天地           | 第86集嘉賓                      |
| 2015年        | 超強選擇1分鐘            | 第9集嘉賓                       |
| 2016年        | 夜宵磨                   | 第18集嘉賓                      |
| 2016年        | 萬千星輝團年飯           | 嘉賓                            |
| 2016年        | Ben Sir學堂              | 演出第2、3集                    |
| 2016年        | 我愛香港                 | 第11集嘉賓                      |
| 2016年        | 萬千星輝賀台慶           | 嘉賓                            |
| 2016年        | 2017 TVB節目巡禮星光晚宴 | 嘉賓                            |
| 2017年        | 千奇百趣特工隊           | 第16集嘉賓                      |
| 2018年        | 大玩特玩 消暑篇          | 演出嘉賓                        |
| 2019年        | 深夜美食團               | 第39集嘉賓                      |

### 電影
| 首映   | 電影名                 | 角色       |
| 2013年 | 2013我愛HK恭囍發財     | 夏石森手下 |
| 2015年 | 吉祥酒店               | 比 提      |
| 2016年 | 刑警兄弟               | 保安員     |
| 2016年 | 江湖悲劇               | 龍山手下   |
| 2019年 | 王牌霸王花（網絡電影） | 饅 頭      |
| 2019年 | 九龍不敗               | 澳門司警   |
| 2019年 | 素人特工               |            |
| 2019年 | 潛行者                 | Geardo     |

### 廣告
| 年份   | 產品                                                                                      |
| 2016年 | 澳門特別行政區政府旅遊局「8090闖遊澳門」                                                  |
| 2017年 | Banila Co「Clean it Zero之特卸！」                                                        |
| 2018年 | Banila Co「暗黑女生の蛻變：女神光芒 ALWAYS ON」                                           |
| 2018年 | 荷柏瑞（香港）「H&B Precision Engineered 運動營養系列 - H&B 周志文、溫家偉 增肌話咁易！」 |
| 2019年 | 交通銀行「銀聯雙幣信用卡 - 全新銀聯閃付功能：潮玩大灣區樂部」                             |

### 歌曲
- 2016年：Amazing Summer 主題曲 《乘風》  （页面存档备份，存于）

## 其他
- 2015年：《香港經濟日報》人物專訪「溫家偉將愛好變做生意 憑獨特口味名利雙收」  （页面存档备份，存于）
- 2015年：《Job Market 求職廣場》 - 筍工招聘進修展星級講座「雪糕玩創意•實現夢想」  （页面存档备份，存于）

## 外部連結
- 溫家偉 Alan Wan的Facebook專頁
- Alan溫家偉的新浪微博
- Alan Wan 溫家偉的Instagram帳戶
- Awan的Instagram帳戶
- 溫家偉的X（前Twitter）
- 溫家偉在香港影庫上的簡介